# Вироплазма

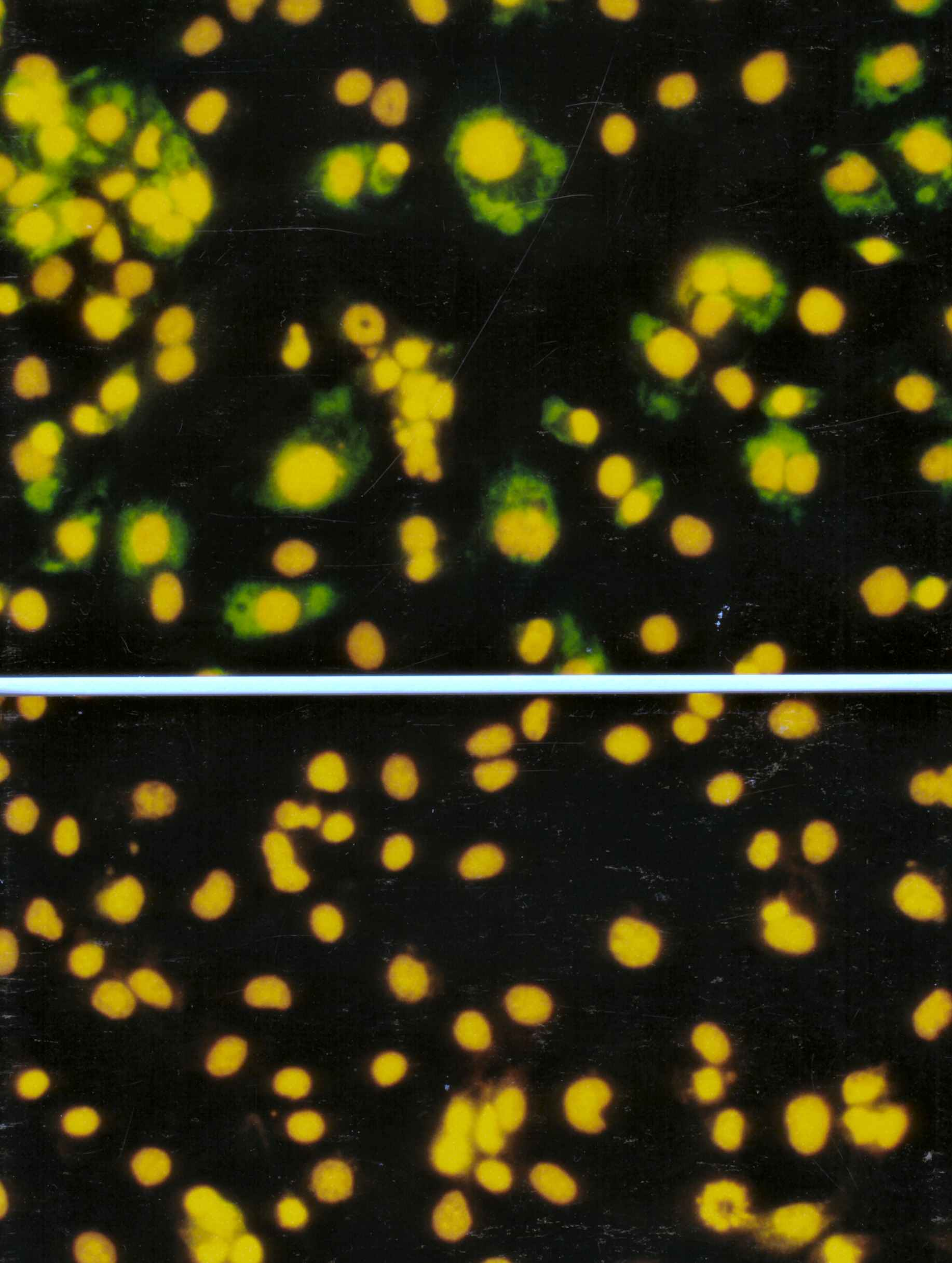
Вироплазмы (зелёные) в клетках, заражённых ротавирусом (сверху), и незаражённые клетки (снизу) (иммунофлуоресцентная окраска)

Виропла́зма (англ. viroplasm), или виросо́ма, или ви́русная фа́брика — зона цитоплазмы клетки, в которой происходит репликация вируса и сборка вирусных частиц. В одной поражённой клетке располагается множество вироплазм, и в электронный микроскоп они выглядят как плотные области. Механизмы формирования вироплазм изучены плохо.

## Структура и образование
Вироплазмы образуются в околоядерной зоне цитоплазмы заражённой клетки на ранних этапах инфекционного цикла. Количество и размер вироплазм зависят от вируса, изолята вируса, вида-хозяина и стадии инфекции. Например, у мимивируса размер вироплазмы близок к размеру ядра клетки-хозяина — амёбы Acanthamoeba polyphaga. 
Образование вироплазм сопровождается перестройкой мембран и цитоскелета клетки-хозяина и вызывает цитопатические эффекты, свидетельствующие о наличии вирусной инфекции. Вироплазмы представляют собой место концентрации репликазных ферментов, вирусных геномов, а также белков клетки-хозяина, необходимых для репликации вируса. Кроме того, туда привлекается большое количество рибосом, молекулы, принимающие участие в синтезе белка, шапероны, обеспечивающие фолдинг белков, а также митохондрии. Некоторые мембраны клетки используются для вирусной репликации, в то время как другие идут на образование оболочки вируса (в тех случаях, когда вирионы имеют липидную оболочку). Кластеры митохондрий, располагающиеся на периферии вироплазм, обеспечивают энергией синтез вирусных белков и сборку вирионов. Часто вироплазма окружается мембраной, происходящей от шероховатого эндоплазматического ретикулума, или элементами цитоскелета. 
В клетках животных вирусные частицы захватываются зависящими от микротрубочек скоплениями токсичных или неправильно уложенных белков рядом с центром организации микротрубочек (ЦОМТ), поэтому в клетках животных вироплазмы часто располагаются рядом с ЦОМТ. У растений, лишённых ЦОМТ, вироплазмы образуются при перестройке клеточных мембран. Так происходит в случае большинства растительных РНК-содержащих вирусов.

## Функции
Вироплазмы — это области заражённой вирусом клетки, в которых происходит репликация вируса и сборка вирусных частиц. В тех случаях, когда вироплазма окружена мембраной, происходит концентрирование молекул, необходимых для репликации вирусного генома и сборки вирионов, что увеличивает эффективность размножения вируса. Привлечение клеточных мембран и элементов цитоскелета может давать вирусу пользу и иного рода. Например, разрушение клеточных мембран может замедлить движение белков иммунной системы к поверхности заражённой клетки, защищая вирус от врождённого и приобретённого иммунного ответа, а перестройки цитоскелета могут способствовать выходу вирусных частиц из клетки. Вироплазма может также предотвращать разрушение вирусных молекул протеазами и нуклеазами клетки. В случае вируса мозаики цветной капусты вироплазмы облегчают распространение вируса посредством тли. Вироплазмы контролируют высвобождение вирионов, когда насекомое протыкает заражённую клетку или клетку, соседнюю к заражённой.

## Возможная коэволюция с хозяином
Агрегированные структуры могут защищать вирусные молекулы от разрушения клеточными системами деградации. Например, в случае вируса африканской чумы свиней образование вироплазм очень похоже на образование агресом — околоядерных мест скопления неправильно уложенных белков, предназначенных для разрушения. Было высказано предположение, что вироплазма есть продукт коэволюции вируса и вида-хозяина. Возможно, клеточный ответ, уменьшающий токсичность неправильно уложенных белков, эксплуатируется вирусами для улучшения собственной репликации, синтеза капсида и сборки вирусных частиц. В то же время активация защитных механизмов хозяина может приводить к накоплению вирусов в агрегированных структурах для ограничения размножения вируса и дальнейшей нейтрализации. Например, вироплазмы вирусов млекопитающих содержат несколько компонентов клеточных систем деградации, что может облегчать борьбу клетки с вирусом. Если принимать гипотезу о коэволюции вирусов и клеток-хозяев, то изменения в клетке в ходе вирусной инфекции нужно рассматривать как комбинацию двух стратегий.

## Вирусы, формирующие вироплазмы
Вироплазмы образуются при репликации многих неродственных вирусов эукариот, которые реплицируются в цитоплазме. Впрочем, вироплазмы вирусов растений изучены хуже, чем вирусов животных. Ниже в таблице представлены некоторые вирусы, размножение которых сопровождается образованием вироплазм.

## Использование в диагностике
Наличие вироплазм используется для диагностики некоторых вирусных инфекций. Понимание феномена образования вироплазм и клеточного ответа на вторжение вируса, а также того, способствуют ли вироплазмы вирусной репликации или подавляют её, могут помочь в разработке новых методов борьбы с вирусными инфекциями человека, животных и растений.